# Consular
Consular (llatí: Consularis) era durant la República romana un rang donat a la persona que havia exercit el càrrec de cònsol.
Durant l'imperi es va tendir a donar el nom de consularis com un títol per la classe alta d'oficials, que així obtenien el dret de portar les insígnies de cònsol sense haver estat mai cònsols. Equivalia a un «cònsol honorari», segons el Codi Teodosià.
El títol es donava especialment als generals d'exèrcit, ja que els cònsols eren nomenats normalment després del seu consolat governadors provincials exercint el comandament d'un exèrcit, o bé eren legats imperials o tenien el càrrec de magister militum. Els emperadors tenien el costum de donar aquest rang als governadors de les províncies imperials tant si havien estat cònsols com si no, diu Suetoni. Al segle ii el títol de consularis s'aplicava encara a un governador que havia ocupat realment el càrrec de cònsol, o havia rebut aquest rang de mans de l'emperador per un codicil. Al segle iv ja era un títol dels governadors provincials. Consularis es va convertir en un títol lligat al govern de les províncies imperials.
Hadrià va dividir Itàlia en quatre regions i sobre cadascuna va posar un anomenat consularis amb potestat sobre els afers judicials (d'on és anomenat consularis juridicus). A Constantinoble el títol es donava el nom als superintendents dels aqüeductes (consulares aquarum) equivalents als curatores aquarum de Roma.